# Colobodesmus biolleyi
Colobodesmus biolleyi är en mångfotingart som beskrevs av Henri W. Brölemann 1905. Colobodesmus biolleyi ingår i släktet Colobodesmus och familjen Sphaeriodesmidae. Inga underarter finns listade i Catalogue of Life.